# Достучаться до небес. Научный взгляд на устройство Вселенной
Достучаться до небес. Научный взгляд на устройство Вселенной (англ. Knocking on Heaven’s Door: How Physics and Scientific Thinking Illuminate the Universe and the Modern World) — научно-популярная книга Лизы Рэндалл, изданная в 2011 году на английском языке в издательстве Ecco Press, посвящена вопросам космологии и субатомной физики. На русский язык была переведена и издана в 2019 году.

## Содержание
Автор книги американский физик-теоретик Лиза Рэндалл является членом Национальной академии наук США и ведет исследовательскую деятельность в Массачусетском технологическом институте, а также в Принстонском университете и Гарвардском университете.
В своей книге она рассматривает сложный материал — философские и методологические основы изучения элементарных частиц (с небольшим экскурсом в космологию) — и предпринимает попытку сделать его понятным для широкого круга читателей.
Автор ставит перед собой две цели: во-первых, объяснить, куда может двигаться физика во времена, когда Большой адронный коллайдер — огромный ускоритель частиц на границе Швейцарии и Франции запущен и работает; во-вторых, высказать свои взгляды на природу науки, ее непростые отношения с религией и роль красоты как проводника научной истины. Таким образом, книга чередует описание сущности физики частиц с размышления более возвышенного рода. Все это скрепляют отрывки, повествующие о реальной жизни автора, такие как принятие ключа от города от мэра Падуи, беседа с любопытным с научной точки зрения актером во время полета в Лос-Анджелес, посещение барселонской премьеры оперы о физике, для которой она написала либретто.
Согласно точки зрения Рэндалл, современная физика находится примерно там, где она и была в 1970-х годах, именно тогда были внесены последние штрихи в так называемую Стандартную модель физики частиц. Стандартная модель описывает в единой математической структуре основные составляющие природы и три из четырех известных сил, которые управляют их взаимодействием: электромагнетизм; «сильную» силу, которая удерживает ядро атома вместе; и «слабую» силу, которая вызывает радиоактивный распад. Стандартная модель не отличается особой элегантностью. Но за десятилетия, прошедшие с момента ее создания, она предсказала результаты всех экспериментов в физике частиц, причем с потрясающей точностью.
В Стандартной модели есть одна очевидная проблема. Она не учитывает четвертую силу природы, самую раннюю из открытых и наиболее знакомую нам: гравитацию. Никто еще не придумал, как описать гравитацию на том же языке — языке квантовой механики — который Стандартная модель использует для описания трех других сил. Поэтому современным ученым нужна отдельная теория гравитации: общая теория относительности Эйнштейна.
Одних физиков такое положение дел устраивает, но есть и другие, которые настаивают на том, что необходимо найти совершенно новую основу, которая превзойдет Стандартную модель, поставив все четыре силы на одну теоретическую основу. Только тогда, утверждают они, человечество сможем понять, как ведет себя природа при энергиях, подобных тем, которые преобладали во время Большого взрыва, когда четыре силы действовали как единое целое. Лучшим кандидатом на создание такой объединяющей основы, по-видимому, является теория струн.
Теория струн — это нисходящий подход к прогрессу в физике — полная революция сверху. Проблема с теорией струн заключается в том, что пока, по крайней мере, она не дает никаких проверяемых предсказаний. Поскольку теоретики струн работают в темноте, с экспериментальной точки зрения, некоторые исследователи говорят, что они занимаются не наукой, а чистой математикой.
Интересными выглядят размышления автора о Большом адронном коллайдере. Большой адронный коллайдер, по мнению Рэндалл, выглядит как попытка физической вселенной обрести некое самосознание. Его существование — это знак того, что законы физики требуют своего собственного открытия.